# 展亮技能發展中心
展亮技能發展中心（英語：Shine Skills Centre），前稱「技能訓練中心」，為香港職業訓練局機構成員之一，分別為三個區域，由職訓局屬下的殘疾人士職業訓練組管轄，為15歲或以上的殘疾人士提供職業訓練及輔助服務。

## 發展中心
- 展亮技能發展中心（觀塘）：暫遷九龍塘牛津道1D 號校舍
- 展亮技能發展中心（薄扶林）
- 展亮技能發展中心（屯門）：有為學員提供寄宿服務 （页面存档备份，存于）。

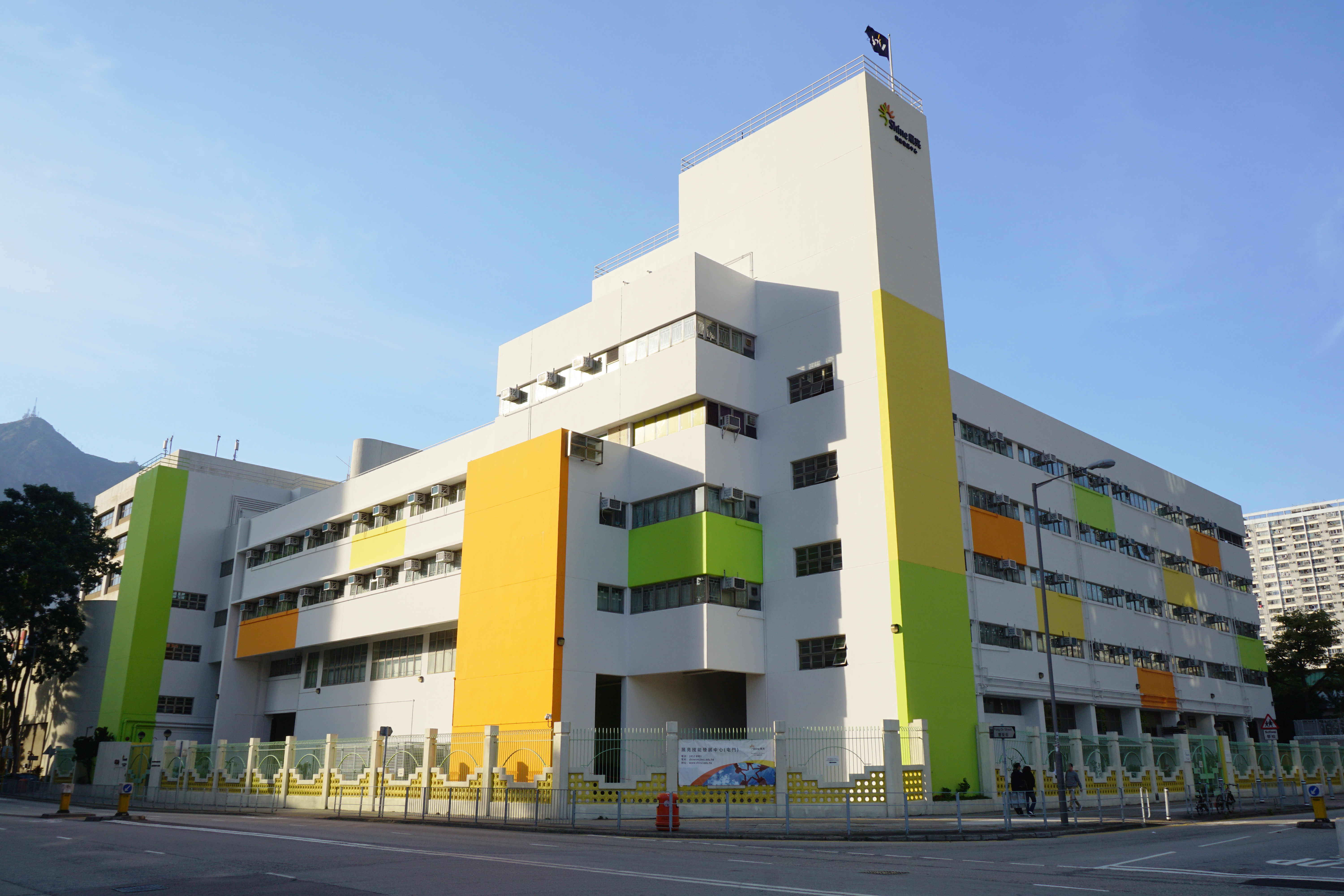
屯門展亮技能發展中心
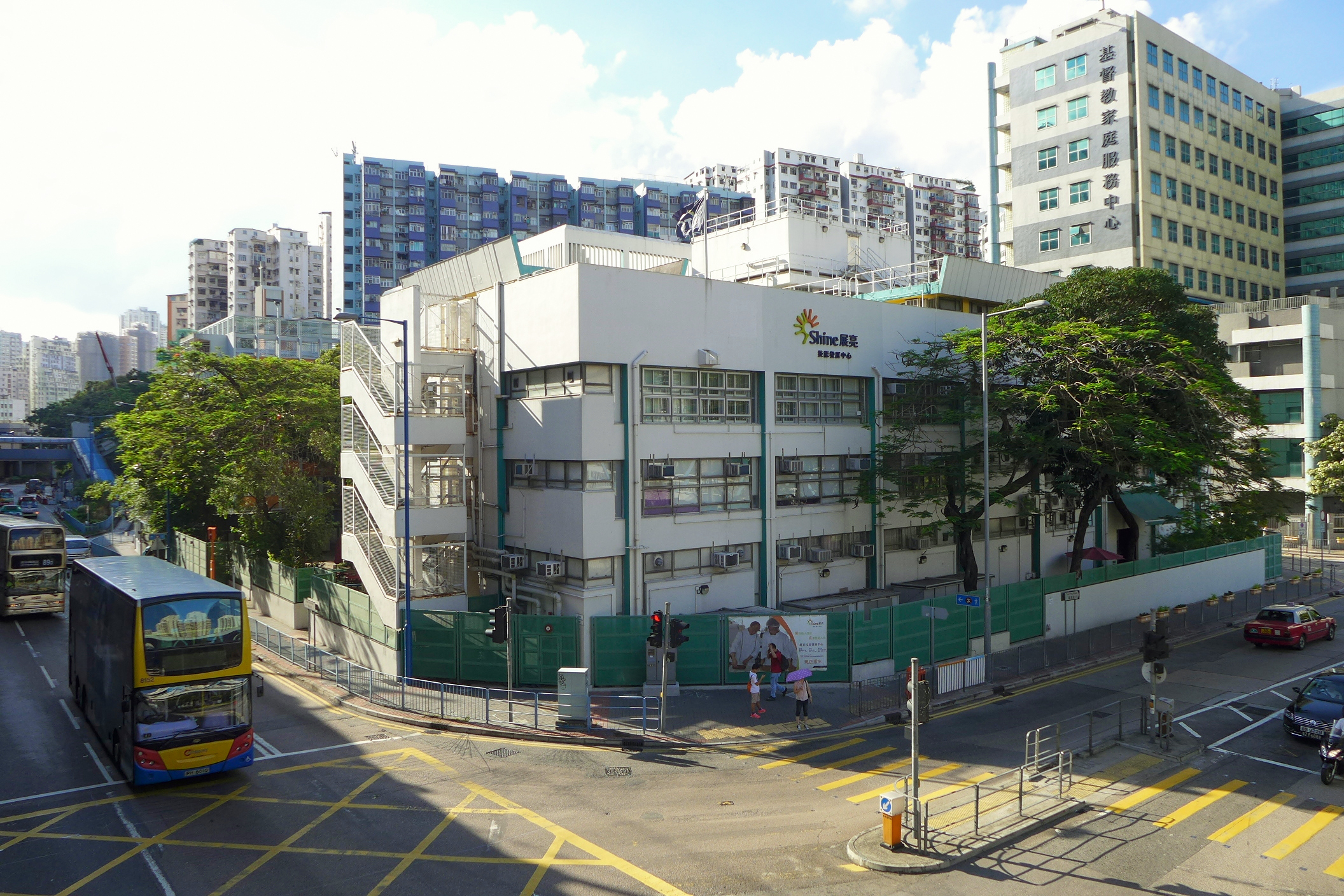
觀塘展亮技能發展中心
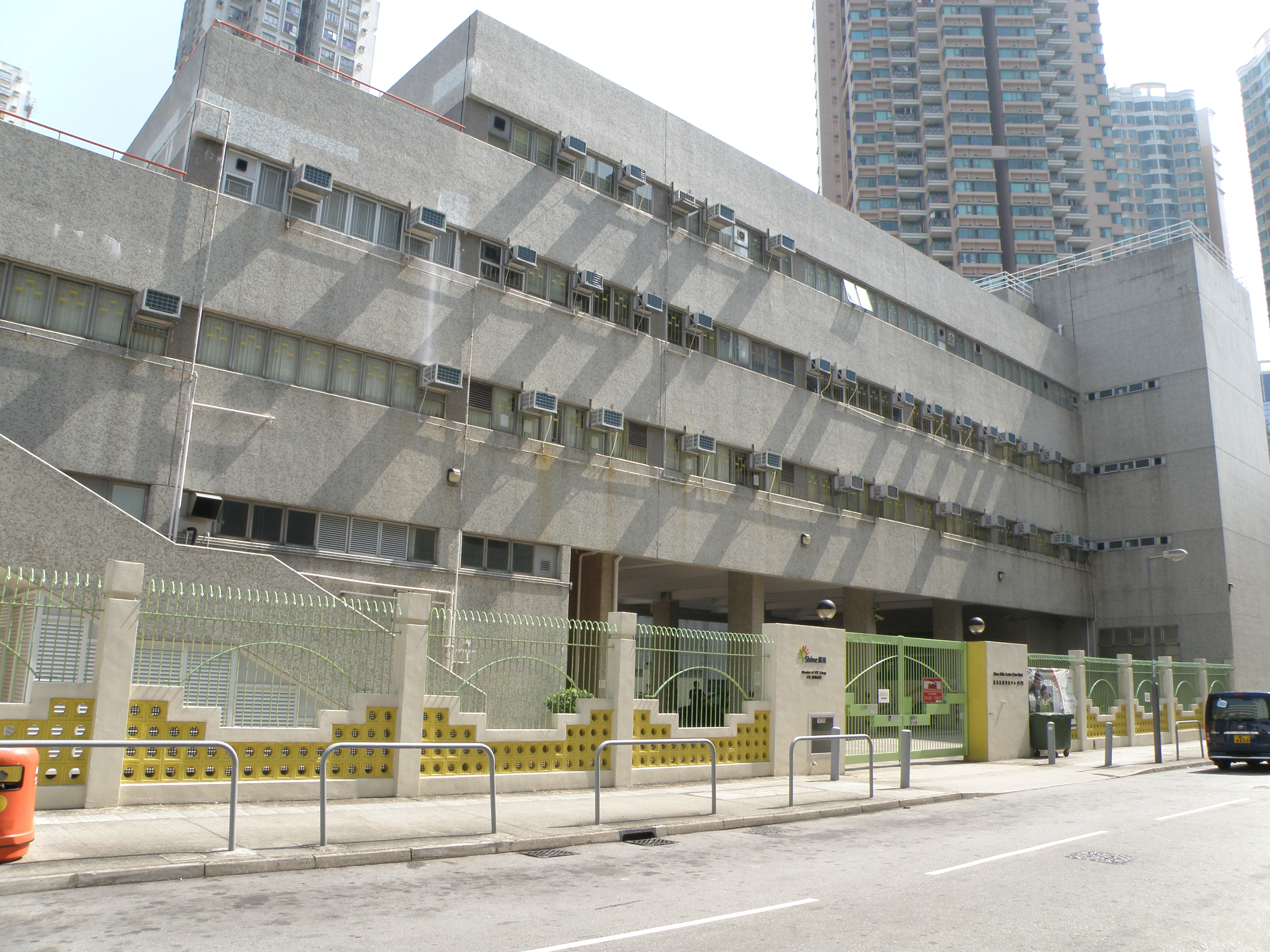
翻油前的屯門展亮中心

## 課程

### 商業分流
- 辦公室實務
- 商業及零售服務
- 活動助理實務

### 資訊科技分流
- 電腦及網絡實務
- 設計及桌上出版

### 服務分流
- 包裝服務
- 綜合服務
- 飲食業實務
- 運動及康樂服務
- 健康護理實務

## 事件

### 疑發生非禮事件
2016年11月，有傳媒報道一名男校工被指於2012年至2014年間，在中心洗手間內多次非禮一名未成年智障男生。職業訓練局發表聲明，已就事件立即展開調查。當時有關校工承認有失當行為，局方向校工發出嚴重書面警告，最後自行辭職。校方當時已跟進學員情況，包括提供輔導及進行家訪。面談時局方曾向學員及他的家長強調事態嚴重，應向警方呈報。不過對方再三強調只要求涉事校工道歉，無需就事件報警。

### 被要求遷出以改建公務員學院
- 2018年10月，林鄭月娥在《施政報告》提出在觀塘現有的展亮技能發展中心、荷蘭宿舍和觀塘站公共運輸交匯處興建公務員學院，同時設綠色步道及地區康健中心等設施。職員及家長組織批評政府事前無諮詢的做法漠視殘疾人士需要。有團體發起聯署反對遷拆[2][3]。11月18日，職業訓練局技能訓練中心職員協會和多名立法會議員舉行集會，高舉印有「撐展亮 抗殺校」等標語反對清拆，約有300人參與[4]。
- 2018年12月，政府擬將觀塘展亮技能發展中心重置於九龍塘牛津道1D號的明愛徐誠斌學院舊校舍[5]，該校舍於1963年落成時為天主教培聖中學，中學於1992年遷到天水圍後轉交明愛徐誠斌學院使用，徐誠斌學院於2009年遷到將軍澳後校舍一直丟空，展亮師生批評政府擬提供的遷置校舍不但遠離港鐵車站及有不便殘疾人士的斜路，而且較目前在觀塘的校舍更為殘舊[6]，立法會議員亦指當局以展亮校舍已舊為由提出清拆及改建公務員學院，但政府提供的遷置校舍卻更為殘舊及不便[5]。

## 外部連結
- 展亮技能發展中心（觀塘） （页面存档备份，存于）
- 展亮技能發展中心（薄扶林） （页面存档备份，存于）
- 展亮技能發展中心（屯門） （页面存档备份，存于）